# Bombomyia flammeus
Bombomyia flammeus är en tvåvingeart som först beskrevs av Wray Merrill Bowden 1962.  Bombomyia flammeus ingår i släktet Bombomyia och familjen svävflugor. Inga underarter finns listade i Catalogue of Life.